# Fallicambarus burrisi
Fallicambarus burrisi é uma espécie de crustáceo da família Cambaridae.
É endémica dos Estados Unidos da América.